# Пихта-Товарная
Пи́хта-Това́рная — недействующая железнодорожная станция Башкирского региона Куйбышевской железной дороги в ЗАТО Межгорье. Демонтаж путей и путевых объектов не планируется.